# Чайка чорногруда
Чайка чорногруда (Erythrogonys cinctus) — вид птахів родини сивкові (Charadriidae).

## Поширення
Вид поширений в Австралії та на півдні Нової Гвінеї, а також як бродяга трапляється в Тасманії, Палау та Новій Зеландії.

## Опис
Це птах середнього розміру, довжиною від 17 до 20 см, розмахом крил від 33 до 38 см і вагою від 40 до 55 г. Дорослі мають чорну шапку або капюшон, який починається від дзьоба, простягається повз очі і зливається на потилиці з сіро-коричневим забарвленням на спині. Підборіддя і горло білі. Має широку чорну нагрудну смугу, яка поширюється на боки у вигляді каштанової смуги. Черево і клоака білі. Ноги червоні, а дзьоб червоний з темним кінчиком.

## Спосіб життя
Харчується членистоногими, молюсками, кільчастими червами та насінням. Він стадний і зв'язується з іншими сивками того ж або іншого виду, навіть під час розмноження. Часто мігрує. Зазвичай розмножується з жовтня по січень, хоча може гніздитися в інший період, якщо є відповідні водні умови. Гніздиться на землі на околицях боліт, іноді використовує гнізда інших птахів. У кладці зазвичай чотири яйця кремового кольору, рясно вкриті лініями, цяточками або плямами.